# Sinfonía n.º 71 (Haydn)

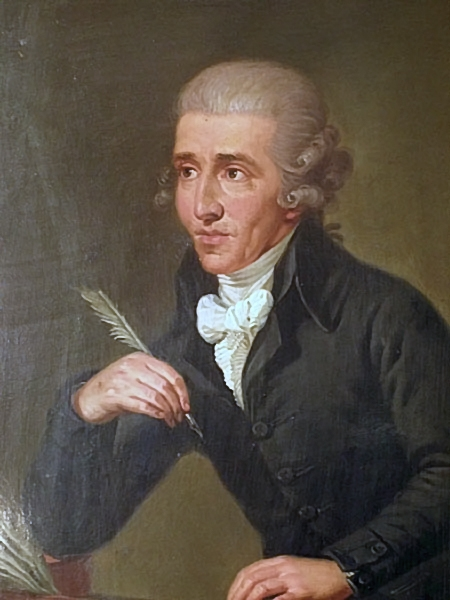
Haydn hacia 1770.

La Sinfonía n.º 71 en si bemol mayor, Hob. I:71 fue compuesta por Joseph Haydn en algún momento entre 1778 y 1780.

## Historia
La producción sinfónica del maestro austríaco puede dividirse a grandes rasgos en tres bloques temporales: el primer bloque (1757-1761) se corresponde con su periodo al servicio del conde Carl von Morzin (n.º 1 - n.º 5); el segundo bloque en la corte Esterházy (1761-1790 pero con la última sinfonía para el público de Esterházy en 1781); y el tercer bloque (1782-1795) comprende las Sinfonías de París (n.º 82 - n.º 87) y las Sinfonías de Londres (n.º 93 - n.º 104). El 1 de mayo de 1761 el compositor firmó su contrato como vice-kapellmeister (más tarde kapellmeister) de la familia Esterházy, que nominalmente duró 48 años, hasta su muerte.
La composición de esta pieza se desarrolló en algún momento entre 1778 y 1780. Por esta época Haydn estaba en la cima de su carrera y miraba hacia delante sin perder de vista el pasado, una perspectiva quizá alimentada por el afortunadamente breve periodo de desaprobación de Esterházy con ciertas "osadías" del compositor. Ahora, todo había pasado y, además, la estrella emergente de Haydn podía verse más allá de la frontera austro-germana. La publicación por Hummel de la n.º 71 junto con otras sinfonías de Haydn en la Navidad de 1781 aumentó la creciente reputación internacional del compositor austríaco.

## Instrumentación
La partitura está escrita para una orquesta formada por:
- Viento madera: 1 flauta, 2 oboes y 1 fagot.
- Viento metal: 2 trompas.
- Cuerda: una sección de cuerdas con 2 violines, viola, violonchelo y contrabajo.

En cuanto a la participación del clavecín como bajo continuo en las sinfonías de Haydn existen diversas opiniones entre los estudiosos: James Webster se sitúa en contra; Hartmut Haenchen a favor; Jamie James en su artículo para The New York Times presenta diferentes posiciones por parte de Roy Goodman, Christopher Hogwood, H. C. Robbins Landon y James Webster. A partir de 2019 la mayor parte de las orquestas con instrumentos modernos no utiliza el clavecín como continuo. No obstante, existen grabaciones con clavecín en el bajo continuo realizadas por: Trevor Pinnock (Sturm und Drang Symphonies, Archiv, 1989-1990); Nikolaus Harnoncourt (n.º 6–8, Das Alte Werk, 1990); Sigiswald Kuijken (incluidas las Sinfonías de París y Londres; Virgin, 1988-1995); Roy Goodman (Ej. n.º 1-25, 70-78, 82-87; Hyperion, 2002).

## Estructura y análisis
La sinfonía consta de cuatro movimientos:
- I. Adagio 4
4 – Allegro con brio, en si bemol mayor 3
4
- II. Adagio, en fa menor 2
4
- III. Menuet – Trio, en si bemol mayor 3
4
- IV. Finale. Vivace, en si bemol menor 4
4

La interpretación de esta obra dura aproximadamente entre 25 y 30 minutos.

### I.Adagio – Allegro con brio
El primer movimiento, Adagio – Allegro con brio, está escrito en la tonalidad de si bemol mayor, en compás de 4/4 que en el Allegro pasa a 3/4 y sigue la forma sonata. Se abre con una introducción, marcada Adagio, lenta y muy breve, formada por siete compases. Se yuxtaponen de manera magistral temas contrastantes de "solemnidad" representados mediante figuras con puntillo al unísono en forte y de "ternura" representados mediante suspensiones con trinos en piano, sobre una misma figura melódica. Un nervioso recurso rítmico se prueba con una melodía diferente antes de establecerse en la dominante y luego desaparece sin dejar rastro durante el resto de la obra. Por esta razón se ha especulado con la posibilidad de que en este punto se produjera una larga pausa en la composición. La introducción contiene oscuras sonoridades en las cuerdas que recuerdan al periodo Sturm und Drang de Haydn.
Le sigue el movimiento propiamente dicho, marcado Allegro con brio. Es una sonata allegro en 3/4, más tradicional y bastante agradable. Arranca con un tema galante muy ligero que se interrumpe periódicamente por más oscuras sonoridades en las cuerdas. El material transicional sobresale por su uso del contrapunto. Cuando el vigoroso pasaje de transición alcanza la dominante de la dominante, se detiene súbitamente para dar paso a un pasaje rumiativo que se acumula en estridencias uniformes, instrumento a instrumento y compás a compás. Este aire de vacilación se extiende al segundo tema propiamente dicho, y el vigor típico de Haydn no regresa hasta el tema final. El desarrollo alcanza pronto un punto de parada en enérgicas octavas desnudas en re mayor. A continuación llega la última "falsa recapitulación" sinfónica extendida de Haydn en la tónica, ya que los ejemplos posteriores están siempre en una tonalidad diferente, velada por un sutil cambio en los dos compases iniciales. A modo de compensación, la "verdadera" recapitulación del primer grupo y de la transición es mucho más breve.

### II.Adagio
El segundo movimiento, Adagio, está en fa mayor y en compás de 2/4. El movimiento lento es un tema con cuatro variaciones y una coda, de naturaleza más pensativa que idílica. La estructura es la siguiente:
- Tema: Elaborado tema binario compuesto en su totalidad por complejas frases de cinco compases, (5 + 5) + (5 + 5) con cada mitad repetida;
- Variación I: Presenta a los primeros violines en figuras más rápidas.
- Variación II: Se caracteriza por un dueto de flauta y fagot sobre un contramelodía de fusas en pizzicato.

- Variación III: Los bajos están dominados por tresillos de semicorcheas.
- Variación IV: Como es usual, la última variación hace de recapitulación, pero aquí Haydn amplía la variación con un mayor desarrollo y un pasaje de estilo cadenza.[2] Al comienzo los vientos introducen notas más largas y armonías más complejas, con un efecto mágico. Reaparece el tema literalmente, excepto que en el pasaje "mágico" las armonías se expanden en un acorde 6-4 en la dominante y un calderón, que da paso a una cadenza muy larga escrita para toda la orquesta.
- Coda: es muy breve.

### III.Menuet – Trio
El tercer movimiento, Menuet – Trio, está en si bemol mayor y en compás de 3/4. El minueto contrasta un tema en forte con una respuesta en piano con vecinos cromáticos en décimas paralelas, que "toman el relevo" en la larga segunda parte. Respira el aire libre, parte de su naturaleza pastoral es atribuible al aislamiento de los vientos. Por la misma razón, el trío se reduce a un incómodo trío de dos violines y un contrabajo. Reisig se pregunta si Haydn se estaba burlando de los músicos bucólicos de una manera premonitoria de Una broma musical de Mozart y de la Sinfonía n.º 6 de Beethoven. El trío presenta una melodía con un fraseo extraño de siete compases. Es interpretada por dos violines solistas en octavas, incluyendo una figura de giro prominente que se vuelve casi demasiado prominente en la segunda parte. Los violines van acompañados por un bajo en pizzicato.

### IV.Finale. Vivace
El cuarto y último movimiento, Finale. Vivace, retoma la tonalidad, el compás es 4/4 y responde a la forma sonata. El carácter bromista parece resurgir hacia la conclusión del Finale, por lo demás mercurial, con un efecto de banda de viento. Contiene un tema de desarrollo irregular sobre un bajo en constantes corcheas pero armónicamente lento. Reaparece en una variante para el segundo tema, que se cierra con un tema a modo de fanfarria para los vientos y un ingenioso decrescendo. El desarrollo arranca abruptamente en la remota tonalidad de re bemol mayor, con ambas partes de violín al unísono, ambas marcadas "per licentiam" en una fuente temprana, un tipo de comentario que se encuentra ocasionalmente en los autógrafos de Haydn. Tras algunas modulaciones "desconcertantes", re bemol mayor se convierte en do sostenido mayor; es decir, la tercera de la dominante de la dominante en sol menor, el relativo menor. La recapitulación está preparada por una de las bromas menos sutiles de Haydn.